# امیل آتلاسون
امیل آتلاسون (ایسلندی: Emil Atlason؛ زادهٔ ۲۲ ژوئیهٔ ۱۹۹۳) بازیکن فوتبال اهل ایسلند است.

## تیم ملی
وی سابقهٔ بازی در تیم ملی فوتبال تیم ملی فوتبال زیر ۲۱ سال ایسلند را در کارنامه خود دارد.